# من سالخورده
من سالخورده (انگلیسی: My Old Ass) یک فیلم کمدی-درام بلوغ محصول سال ۲۰۲۴ به نویسندگی و کارگردانی مگان پارک است. میسی استلا (در اولین فیلمش)، پرسی هاینس وایت، مدی زیگلر، کریس بروکس و آبری پلازا در آن نقش آفرینی کرده‌اند. خلاصه داستان دربارهٔ الیوت، دختری ۱۸ ساله است که طی سفر با قارچ‌های جادویی، با نسخهٔ ۳۹ ساله خود (به ترتیب توسط استلا و پلازا به تصویر کشیده شده است) روبه‌رو می‌شود.
من سالخورده در ۲۰ ژانویه ۲۰۲۴ در جشنواره فیلم ساندنس به نمایش درآمد. این فیلم در ۱۳ سپتامبر ۲۰۲۴ توسط آمازون ام‌جی‌ام استودیوز در ایالات متحده اکران و توسط برادران وارنر پیکچرز به صورت بین‌المللی منتشر شد. این فیلم نقدهای مثبتی دریافت کرد و به عنوان یکی از ۱۰ فیلم مستقل برتر سال ۲۰۲۴ توسط هیئت ملی بازبینی انتخاب شد.

## بازیگران
- میسی استلا
- پرسی هاینس وایت
- مدی زیگلر
- کری بروکس
- آبری پلازا

## بازخورد

### گیشه
من سالخورده در داخل کشور ۵٫۴ میلیون دلار (ایالات متحده و کانادا) و ۰٫۳ میلیون دلار در سایر مناطق به دست آورد و فروش کلی در جهان ۵٫۷ میلیون دلار شد. علی‌رغم افتتاحیه بسیار محدودی آن که طی دو هفته اول نمایش در کمتر از ۴۰ سالن اکران شد، در سومین هفته خود در جایگاه ۱۰ گیشهٔ داخلی قرار گرفت و مدت کوتاهی به اکران گسترده‌ای در ۱٫۳۹۰ سالن گسترش یافت.

### واکنش نقادانه
در وبگاه جمع‌آوری نقد راتن تومیتوز، ٪۹۰ از ۱۹۲ بررسی منتقدان مثبت است و میانگینِ امتیاز آن ۷٫۶/۱۰ است. این فیلم در متاکریتیک که از میانگین وزنی استفاده می‌کند، بر اساس نظر ۴۴ منتقدین امتیاز ۷۴ از ۱۰۰ را کسب کرده که نشان‌گر «نقدهای عموماً مطلوب» است.
کریستی لمیر از سایت راجرایبرت.کام با تمجید از بازی‌ها، کارگردانی و فیلم‌برداری، به فیلم ۳ و نیم ستاره از ۴ ستاره داد.